# Добро пожаловать в Вуп-Вуп
«Добро пожаловать в Вуп-Вуп» (англ. Welcome to Woop Woop) — австралийская комедия 1997 года, основанный на романе Дугласа Кеннеди «The Dead Heart» (с англ. — «мёртвое сердце»). «Woop Woop» — австралийское разговорное выражение, обозначающее вымышленное место посреди «нигде».

## Сюжет
Тедди (Джонатон Шаех) из Нью-Йорка занимается контрабандой птиц. Он отправляется в Австралию, чтобы вернуть стаю птиц после того, как его дела пошли не так. Здесь он вступает в связь со странной, сексуально ненасытной девушкой Энджи (Сьюзи Портер), которая вскоре похищает его. Очнувшись Тэдди выясняет, что он «женат» на Энджи и застрял в Вуп-Вуп — заброшенном, полуразрушенном городе, спрятанном внутри похожего на кратер горного образования на территории, заселённой австралийскими аборигенами. Жители города — люди, которые жили здесь и добывали асбест до того, как земли были переданы аборигенам; после трагедии 1979 году Вуп-Вуп был заброшен и буквально «стёрт» с австралийской карты. Не довольные условиями, предоставленными им горнодобывающей компанией, люди решили вернуться к своей старой жизни в Вуп-Вуп. Поначалу жители города вступали в кровосмесительные связи, что способствовало воспроизводству населения города, но привело к массовым психическим расстройствам. В результате было принято правило («Правило № 3»), запрещающее жителям спать со своими родственниками. С тех пор жители время от времени похищают посторонних, таких как Тедди, чтобы сохранить Вуп-Вуп заселённым.
Единственный экспортируемый из Вуп-Вуп товар — корма для собак из убитых кенгуру. Отец Энджи — Папаша-О (Род Тейлор), управляет городом в авторитарном стиле, называя это коммуной (он и другие старейшины города тайно присваивают всё лучшее себе, скупо выдавая остальным лишь консервированные ананасы и плохой табак). Единственное развлечение, доступное жителям, — старые фильмы и песни Роджерса и Хаммерштайна, который, по-видимому, остались со времён последних официальных контактов города с цивилизованным миром.
Став свидетелем очередного похищения, «Карлик» — местный парикмахер, попытался сбежать и был застрелен Папашей-О. Тедди вскоре понимает, что он застрянет в этой ловушке на всю жизнь, если сам не сможет найти выход. Сначала он ремонтирует свой Фольксваген, разрушенный местными жителями, но Папаша-О разрушает его снова. Австралийскую пастушью собаку, которую Тедди приютил, застрелили в рамках «Собачьего дня». Тедди поддерживает дружеские отношения с парой местных жителей: грязным, приветливым Дафи и Кристал, сестрой Энджи — которые помогают ему противостоять безжалостному господству Папаши-О и разработать план побега. Даффи, наказанный Папашей-О за нарушение «Правила № 3», всё же решает остаться в Вуп-Вуп, а Тедди и Кристал со своим какаду сбегают.
В эпилоге фильма, «близнецы», которыми Энджи с её слов была беременна, приезжают в Нью-Йоркский зоомагазин, который открыли Кристал и Тедди. Их зовут Сонни и Шер — так Тедди в шутку предложил Энджи назвать их.

## Актёры
- Джонатон Шек — Тедди
- Род Тейлор — Папаша-О
- Сьюзи Портер — Энджи
- Ди Смарт — Кристал
- Марк Уилсон — Дафи
- Барри Хамфрис — Слепой Уолли